# Charles Scott Sherrington

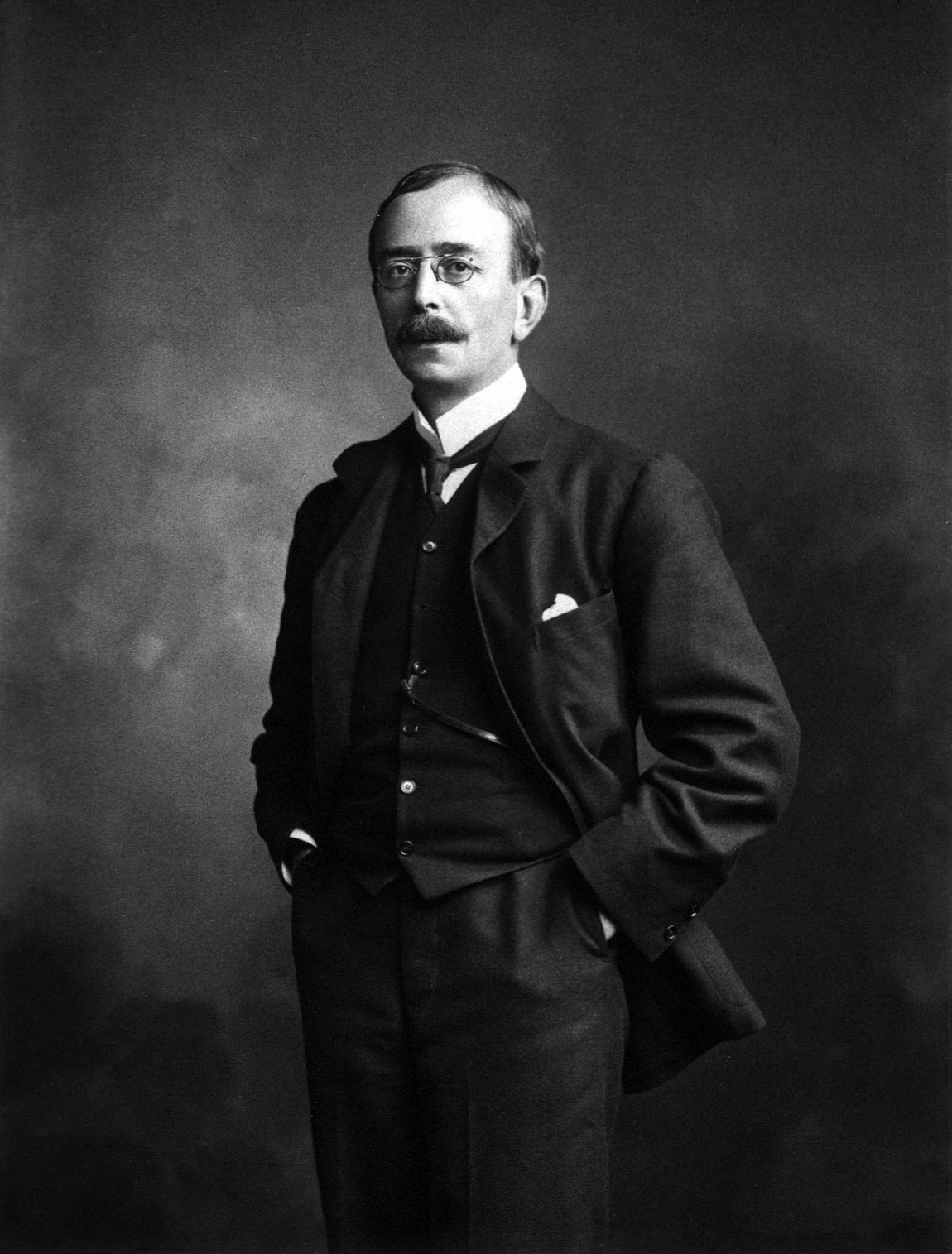
Charles Scott Sherrington

Charles Scott Sherrington (n. 27 noiembrie 1857, Londra, Regatul Unit al Marii Britanii și Irlandei – d. 4 martie 1952, Eastbourne, Anglia, Regatul Unit) a fost fiziolog britanic, unul dintre fondatorii neurologiei moderne, laureat al Premiului Nobel pentru Medicină în anul 1932 împreună cu Edgar Douglas Adrian, pentru descoperiri privind funcțiile neuronului.
Munca sa a influențat dezvoltarea chirurgiei pe creier și tratamentul disfuncțiilor nervoase și a creat termenii neuron și sinapsă.